# 托伊費爾施泰因山 (菲施巴赫阿爾卑斯山脈)
47°27′54″N 15°37′16″E / 47.46500°N 15.62111°E

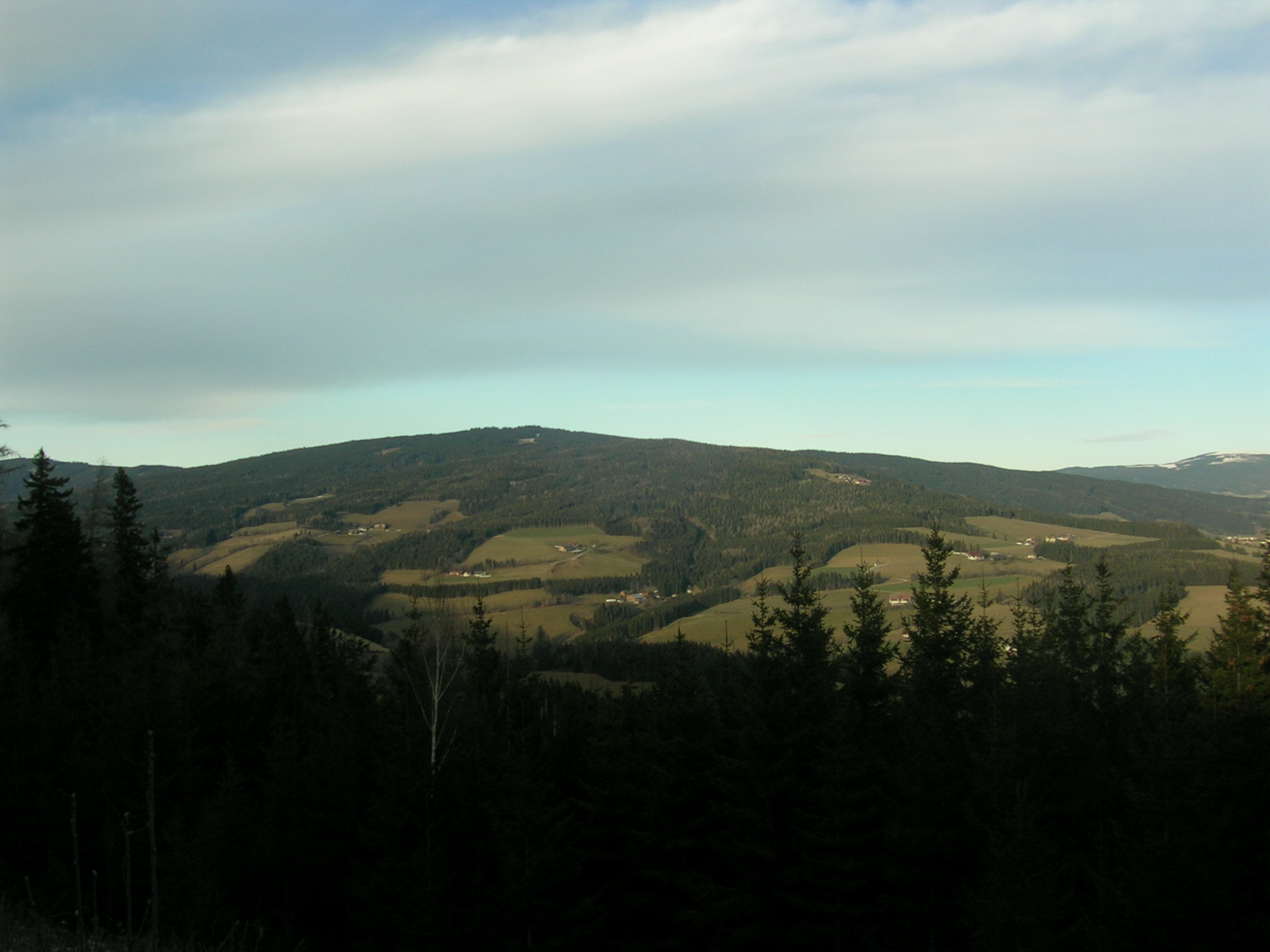

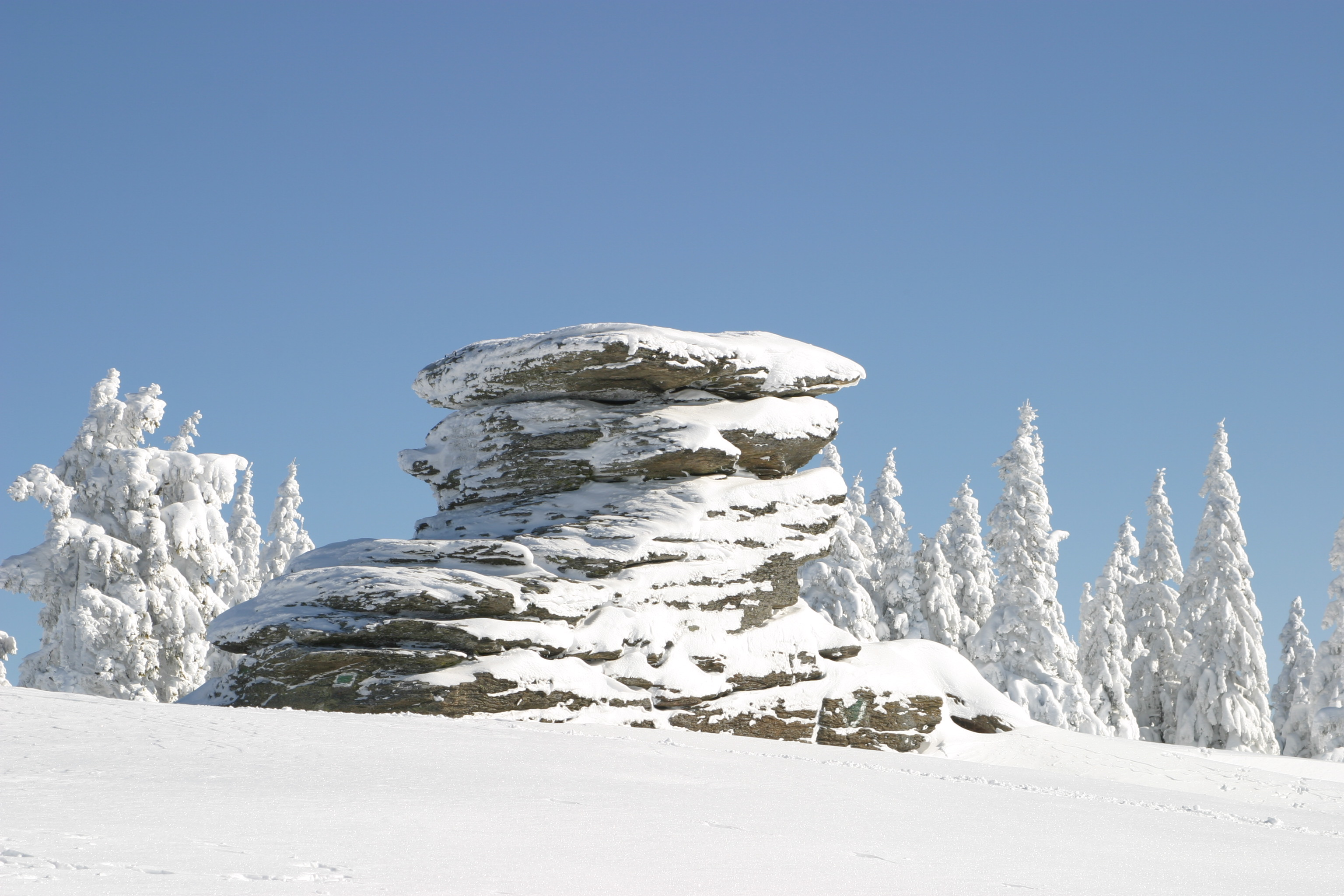

托伊費爾施泰因山（德語：Teufelstein），是奧地利的山峰，位於該國東南部，由施泰爾馬克州負責管轄，屬於菲施巴赫阿爾卑斯山脈的一部分，海拔高度1,498米，山體由千枚岩和片岩組成。